# Magnum P.I. (televisieserie uit 2018)
Magnum P.I. is een Amerikaanse actie/drama televisieserie die in 2018 voor het eerst werd uitgezonden. Het is een reboot van de gelijknamige serie uit de jaren 80. De serie is in Nederland sinds voorjaar 2019 te zien bij Veronica TV, en later vanaf seizoen 4 (2021) op Net5.

## Plot
De serie volgt privédetective Thomas Magnum, een oud-Navy SEAL, die in het gasthuis verblijft van landheer Robin Masters. Hij woont samen met Juliet Higgins, een voormalig MI6-agent, en de Hawaïaanse Kumu, die gespecialiseerd is in de culturele geschiedenis van het landgoed.
Thomas en Juliet helpen elkaar vaak bij een zaak en worden volledige partners in het tweede seizoen. Magnum krijgt ook regelmatig hulp van zijn twee vrienden en oud-mariniers Rick Wright en Theodore 'TC' Calvin en van rechercheur Gordon Katsumoto. In sommige afleveringen wordt er samengewerkt met het team van Hawaii Five-0.

## Rolverdeling

### Hoofdrollen
- Jay Hernandez als Thomas Magnum
- Perdita Weeks als Juliet Higgins
- Zachary Knighton als Orville 'Rick' Wright
- Stephen Hill als Theodore 'TC' Calvin
- Amy Hill als Teuila 'Kumu' Tuileta
- Tim Kang als HPD-rechercheur Gordon Katsumoto

### (Terugkerende) Gastrollen
- Domenick Lombardozzi als Sebastian Nuzo
- Corbin Bernsen als Francis "Icepick" Hofstetler
- Christopher Thornton als Kenny "Shammy" Shamberg
- Kimee Balmilero als Dr. Noelani Cunha
- Taylor Wily als Kamekona Tupuola
- Dennis Chun als HPD-brigadier Duke Lukela
- Bobby Lee als Jin Jeong
- Larry Manetti als Nicky "The Kid" DeMarco
- Betsy Phillips als Suzy Madison
- Shawn Mokuahi Garnett als Flippa
- William Forsythe als privé-detective Harry Brown
- Willie Garson als Gerard Hirsch
- Beulah Koale als officier Junior Reigns
- Meaghan Rath als officier Tani Rey
- Katrina Law als stafsergeant Quinn Liu
- Ian Anthony Dale als officier Adam Noshimuri
- Jay Ali als Dr. Ethan Shah
- Lance Lim als Dennis Katsumoto
- Chantal Thuy als HPD-rechercheur Lia Kaleo
- Taylor Wily als Kamekona
- Emily Alabi als Mahina
- Martin Martinez als Cade Jensen
- Cyndi Lauper als Vanessa Nero
- Carl Weathers als Dan Sawyer
- Elisabeth Röhm als Brooke Mason
- Brian Austin Green als Special Agent Adam Kreshner
- Roger E. Mosley als John Booky (de oorspronkelijke vertolker van TC)

## Afleveringen
| Seizoen | Afleveringen | Uitgezonden vanaf |
| ------- | ------------ | ----------------- |
| 1       | 20           | 24 september 2018 |
| 2       | 14           | 27 september 2019 |
| 2       | 6            | 10 april 2020     |
| 3       | 16           | 4 december 2020   |
| 4       | 20           | 1 oktober 2021    |
| 5       | 20           | 19 februari 2023  |

## Ontvangst
De televisieserie is met gemengde recensies ontvangen. Op aggregatiewebsite Rotten Tomatoes heeft de serie een verzamelde score van 57%. Men prees de charismatische acteur, de vloeiende actiescènes en de moderne elementen. Kritiek was er op de weinig vernieuwde opzet van de serie, in vergelijking met het origineel uit de jaren 80.
Op Metacritic heeft de serie een verzamelde score van 47%.